# Elwira Gilewicz
Elwira Gilewicz – ukraińska nauczycielka, dziennikarka i działaczka społeczna narodowości polskiej.
Jest absolwentką studiów lingwistycznych na Uniwersytecie Warszawskim. Od lat. 90 zaangażowana w działalność polskiej mniejszości na Żytomierszczyźnie. Inicjatorka i współorganizatorka przedsięwzięć badawczych, edukacyjnych i kulturalnych. Współpracowała z polskimi czasopismami, współtworzyła także audycję telewizyjną w języku polskim. W latach 2004–2006 pełniła obowiązki prezesa Żytomierskiego Obwodowego Związku Polaków na Ukrainie. Jest przewodniczącą rady Polsko-Ukraińskiej Fundacji im. Ignacego Jana Paderewskiego.